# Богдановце-над-Трнавоу
Богдановце-над-Трнавоу (словац. Bohdanovce nad Trnavou) — село, громада округу Трнава, Трнавський край. Кадастрова площа громади — 11.48 км².
Населення 1498 осіб (станом на 31 грудня 2020 року).

## Історія
Богдановце-над-Трнавоу згадується 1332 року.

## Населення
| Рік:            | 1994. | 2004.   | 2014.    | 2024.    |
| --------------- | ----- | ------- | -------- | -------- |
| Кількість осіб: | 936   | 969     | 1306     | 1529     |
| Різниця:        |       | +3,52 % | +34,77 % | +17,07 % |

| Рік:            | 2023. | 2024.   |
| --------------- | ----- | ------- |
| Кількість осіб: | 1532  | 1529    |
| Різниця:        |       | -0,19 % |